# Jakov Džugašvili
Jakov Josifovič Džugašvili (gruzínsky იაკობ ჯუღაშვილი, rusky Яков Иосифович Джугашвили; 18. března 1907 – 14. dubna 1943) byl jedním ze tří dětí Josifa Vissarionoviče Stalina. Byl synem Stalinovy první manželky Jekatěriny Svanidze.

## Biografie
Jakov Džugašvili se narodil ve vesnici Borji (u Kutaisi) v Gruzii, Ruské impérium. Do 14 let žil se svou tetou v Tbilisi. V roce 1921 jej jeho strýc Alexandr Svanidze poslal do Moskvy za cílem získání vyššího vzdělání. Jakov mluvil jen gruzínsky a po svém příjezdu do Moskvy se učil ruštině.
Jakov a jeho otec spolu nikdy nevycházeli. Když se Jakov zasnoubil s židovskou dívkou, byl jeho otec rozzuřený.
Z této nešťastné lásky se pokusil o sebevraždu zastřelením. Kulka ho však pouze škrábla. Stalin neprojevil jedinou známku lítosti, jen řekl: „Neumí ani střílet rovně“.
Jakov se později oženil s Julií Metzlerovou, židovskou tanečnicí z Oděsy. Její předchozí manžel Nikolaj Bessarab byl později popraven. Manželům se narodil syn Jevgenij (1936–2016) a dcera Galina (1938–2007).
Jakov sloužil během druhé světové války jako dělostřelecký důstojník v Rudé armádě a v bitvě u Smolenska byl zajat. Hitler jej později chtěl vyměnit za maršála Pauluse, ale Stalin odmítl a údajně řekl, že „nemůže vyměnit maršála za poručíka“.
Není jasné, kdy a jak Jakov zemřel. Podle oficiálních zpráv zemřel tak, že vběhl do elektrického plotu v koncentračním táboře Sachsenhausen, kde byl vězněn. Zda šlo o sebevraždu, nebo se pokusil utéct, není jisté. Dle teorie ruského historika Sergeje Děvjatova však byl Džugašvilinův útěk zinscenovaný. V době, kdy měl necelé dva roky pobývat v německém zajateckém táboře, byl již údajně mrtvý. Své tvrzení Děvjatov opírá o údaje z ruských i zahraničních archívů, ale i z osobního archívu Stalinovy rodiny.
Po válce se britští důstojníci, kteří měli na starosti zajaté německé archivy, dostali k papírům zobrazujícím Džugašviliho smrt v Sachsenhausenu. Německé záznamy naznačovaly, že byl zastřelen poté, co narazil na elektrický plot při pokusu o útěk po hádce s britskými vězni o záchodové prkénko. Pitva ukázala, že zemřel na zásah elektrickým proudem, než byl zastřelen. Britské ministerstvo zahraničí krátce zvažovalo předložení těchto dokumentů Stalinovi na Postupimské konferenci jako gesto soustrasti. Myšlenku zavrhli, protože ani Britové, ani Američané neinformovali Sověty, že dobyli klíčové německé archivy, a sdílení těchto dokumentů se Stalinem by Sověty přimělo, aby se zeptali na zdroj těchto záznamů.